# Distretto di Dayi Sud
Il distretto di Dayi Sud (ufficialmente South Dayi District, in inglese) è un distretto della Regione del Volta del Ghana.